# Film Threat
Film Threat é um sítio eletrónico focado principalmente em críticas a filmes independentes, embora também analisasse obras cinematográficas de Hollywood. Criado pelos alunos Chris Gore e André Seewood da Wayne State University, o projeteo surgiu em 1985 e chegou a se tornar uma revista impressa.
Em 1997, Gore deixou de ser o editor-chefe do site, sendo sucedido por Ron Wells, Eric Campos e Mark Bell. Em 2011, tornou-se uma instituição com fins lucrativos e, em 2015, Chris Gore readquiriu o Film Threat e finalizou sua atividade, mas retornou em 2017.